# Radom
Radom Lengyelország középső részén, a Mleczna folyó partján fekvő város.

## Története

### Középkor
8-9. század alatt kora középkori település a Mleczna folyó partján alapították meg a mai Stare Miasto területén. A 10. század második felében indult meg a vár építése.
1155-ben Radomt először említették az írások V. Adorján pápa bullájában. kb. 1300 körül Öreg Radom Środa Śląska mintájú városi jogokat kapott. 1340-ben III. Kázmér lengyel király megalapította Új Radomot. 20 évvel később Radom magdeburgi városi jogokat kapott. 1360-1370 között Nagy Kázmér városfalakat és királyi várat építtetett, megépült a városháza és a Keresztelő Szent János plébániatemplom. 1383-ban a Radomba összehívott szejm Lengyelország királyává választotta Hedviget, Nagy Lajos magyar király lányát.
1401-ben Radomban aláírták a Vilnius–radomi uniót, az első uniót Lengyelország és Litvánia között. 80 évvel később Radomba költözött IV. Jagello Kázmér második fia, Kázmér királyfi, aki a Litvániában időző apja távollétében kormányozta az országot. 1489-ben a radomi várban tette le a fegyvert Johann von Tieffen, a német lovagrend nagymestere, IV. Jagello Kázmér előtt. 1505–ben a Radomban ülésező szejm kikiáltotta a Nihil novi alkotmányt, valamint kiadta a Łaski-statútumot (Statut Łaskiego), a lengyel állam első egységes törvénygyűjteményét. 1564–ben a végrehajtott összeírás szerint a városnak 1800 lakosa, 180 háza, 14 mészárszéke, 2 fürdője és 2 malma volt.

### Újkor
1613-ban Radom a Kincstári Felügyelőség (Trybunał Skarbowy Radomski) székhelye lett. 15 évvel később hatalmas tűzvész pusztított a városban. 1656-ban a svéd betörés alatt a Piactér 4. számú házában szállt meg a svéd király, X. Károly Gusztáv svéd király. 1660-ban miután kiürítették a várost a svédek, csak 395 lakosa és 37 háza volt.
1737-1756 között volt piarista kollégium építése Antonio Solari tervei szerint. 1763-ban a Kincstári Felügyelőséget Varsóba helyezték át, Radomnak 1370 lakosa és 137 épülete volt ekkor. 1767-ben Karol Radziwiłł összehívta Radomba a konzervatív nemesség és főnemesek konföderációját mely az orosz cárt ismerte el a nemesi köztársaság garantálójaként.
1787–ben Stanisław August Poniatowski Radomba összehívta a Jó rend bizottságát 1795–ben Lengyelország harmadik felosztása után Radom az osztrák országrészhez került.

### A 19-20. században
1816–ban megalakult a sandomierzi vajdaság Radom központtal. Egy évvel később az első világi elemi iskolát alapították. 1819–ben Fryderyk August Schnierstein bőrgyárat alapított, megkezdve a város ipari fejlődését. 1825-1827 között folyt a vajdasági hivatal épületének megépítése Antonio Corazzi tervei szerint. 1827–ben megalakult a Radomi Tudományos Társaság.
1844–ben Radom a radomi kormányzóság fővárosa lett. 1867–ben a város a királyság egyik első városaként csatornázást kapott. 1885–ben az első vasút indult Dęblinből Dąbrowa Górniczába. 1901–ben a királyság egyik első erőművét és a városi világítási hálózatot üzembe helyezték. 4 évvel később Radomban a sztrájk alatt összetűzés zajlott a munkások és a cári különítmények között. 1911–ben Radomnak 51 934 lakosa volt.
1918–ban Radomban körzeti vasúti igazgatóság létesült (a háború után ezt Lublinba helyezték át.) 1935–ben Radom vasúti összeköttetést kapott Varsóval. 1936-1939 között  Radom a központi ipari körzet része lett, megnyílt a vegyi gyár, a Łucznik fegyvergyár, városi gázgyár, telefongyár és cipőgyár. Megnyílt a Sokféleség Színháza és a Varsói zeneművészeti főiskola helyi részlege. 1938–ban a városnak 90 059 lakosa volt.
1939-1945 között Radom a Lengyel Főkormányzóság radomi kerületének központja. 1944–ben a varsói felkelés leverése után Radomban megalakult a Varsói Egyetem titkos oktatási központja. 1945. január 16-án Radom felszabadult a német megszállás alól
1949–ben megalakult a NOT esti mérnökképző iskolája, mely a későbbi Radomi Műszaki Egyetem közvetlen előzménye. 2 évvel később a városban repülőtiszti iskola létesült. 1963–ban a Radomi Tudományos Társaság újjáalakult. 1975–ben adminisztrációs reform keretében Radom a radomi vajdaság székhelye lett. 1976. június 25-én a radomi munkások tiltakozást kezdtek a kormány és a párt politikája ellen, a város az antikommunista ellenállás ismert központjává vált.
1984–ben megalakult az Természeti Kincsek Kitermelésének Tárcaközi Tudományos Központja – a mai Bányászati Technológiai Intézet, az egyik élenjáró tudományos intézet Lengyelországban
1991–ben II. János Pál pápa meglátogatta a várost. 1996–ban az esti mérnökképző iskola Radomi Műszaki Egyetem rangját kapta.

### A 21. században
2002–ben Joseph Ratzinger kardinális, a későbbi XVI. Benedek pápa Radomba látogatott Zygmunt Zimowski püspökké szentelése alkalmából. 2005–ben aláírták a Kelet-Nyugati gyorsforgalmi út (S12) építéséről szóló egyezményt.

## Műemlékek és fontosabb helyek

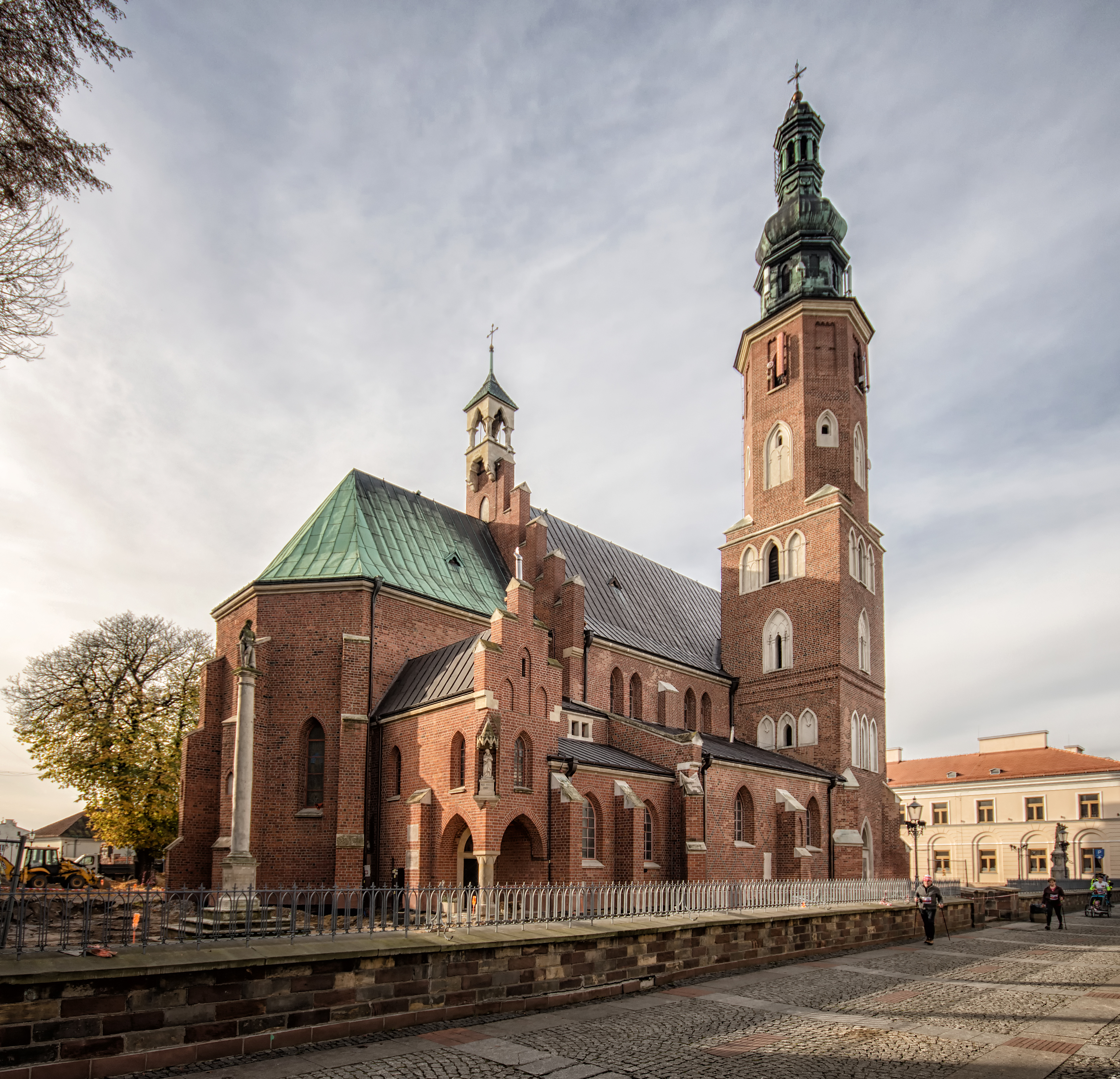
Keresztelő Szent János pléániatemplom

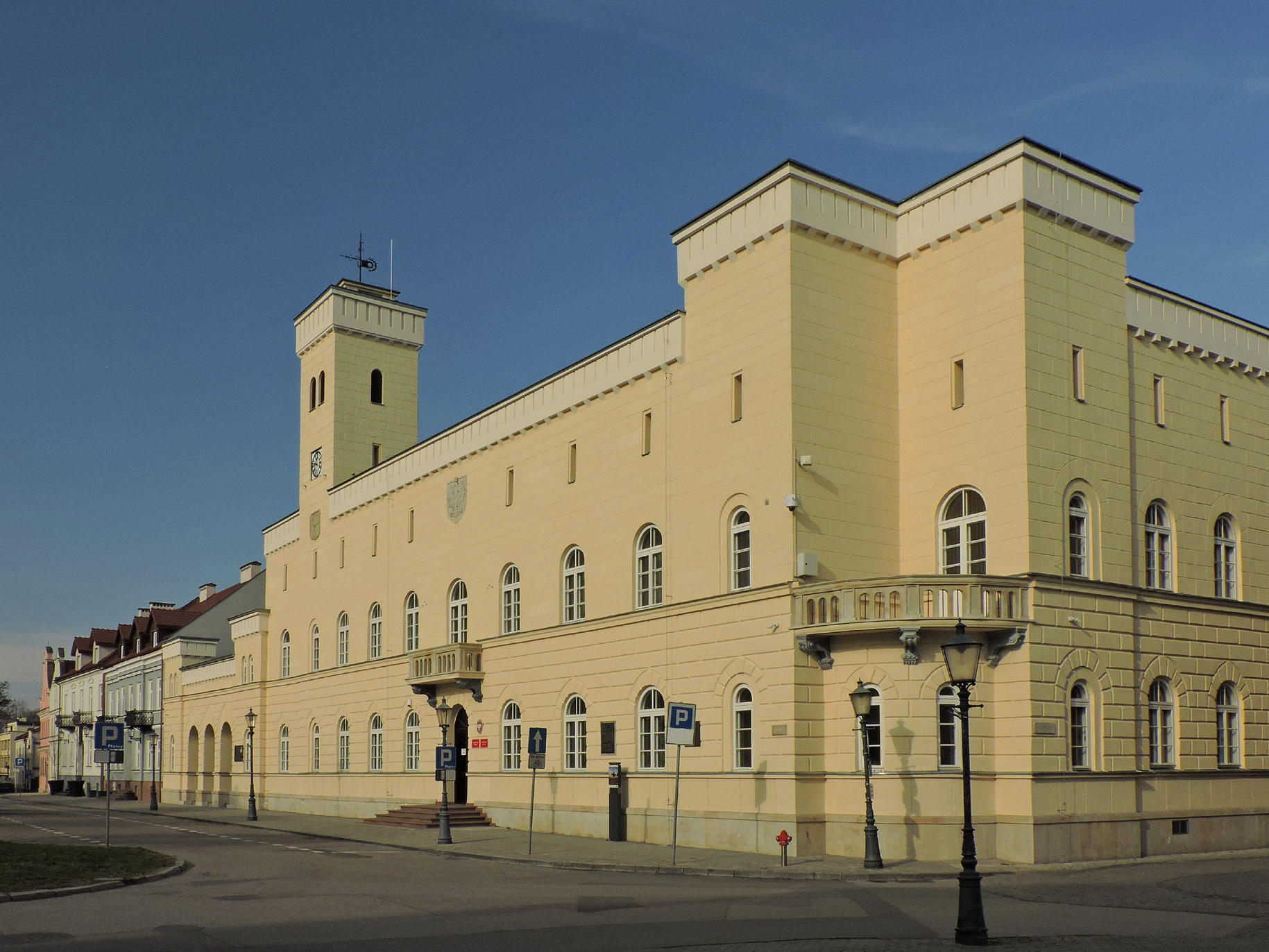
Városháza

„Piotrówka” földvára 10. század körül épült. A radomi várispán székhelye. A vár alatt kézműves-kereskedő telep fejlődött. A földvárat részlegesen helyreállították.
Szent Vencel templom (Kościół św. Wacława)Radom legrégibb és egyben legtalányosabb épülete. A hajóban talált kőbe vésett felirat szerint 1216-ra vagy 1276-ra datálják. A XIX. században rommá vált. 1978–1986-ban restaurálták.
Keresztelő Szent János pléániatemplom (Kościół św. Jana Chrzciciela)III. Kázmér lengyel király alapította. Épült 1360–1370 gótikus stílusban
Minorita templom és kolostoralapította 1468-ban Jagelló Kázmér a radomi sztarosztával, Dominik Kazanowskival együtt. 1507-ig fallal teljesen körülvették. A kolostor konyháját érdemes megtekinteni.
Királyi vár Épült 1360–1370 között III. Kázmér lengyel király utasítására. Később többször átépítették. A svéd támadás alatt lerombolták, az épületeknek csak egy része maradt meg: az ún. "Nagy ház" földszintje és pincéje. Jelenleg régészeti kutatás és részleges restaurálás folyik.
VárosfalakA várral együtt építtette III. Kázmér lengyel király 1364-től. 
Harminc-egynéhány bástyája és három kapuja volt. Az egyik kapu egyes részei mai napig megmaradtak beleolvadva a piarista kollégium déli szárnyába.
A középkori plébánia iskolája2005-ben teljesen véletlenül találták meg a plébánia előtti tér régészeti kutatásai alatt. Nem látványos kőház, melynek maradványait a régi gótikus falak habarcsa eltakarta. A komplex régészeti feltárást még csak most tervezik, ez választ adhat az építés időpontjára.
Piarista kollégium1736-tól több részletben építették A. Solari tervei szerint. A két világháború között Körzeti vasút igazgatóság, jelenleg múzeum.
Bencés templom és kolostorAlapítva 1613-ban. Az épületek jelentős részét Tylman később építette. Többször lerombolva és újjáépítve. Utoljára 1920-ban.
VárosházaEredetileg gótikus, a piactér közepén állt. Az épületet a 19. század közepén lebontották. Az új, neoreneszánsz épület Henryk Marconi tervei szerint 1847–1848 között épült fel.
A vajdasági komisszió épületeépült 1825–1827 között az 1816-ban létrehozott sandomierzi vajdaság hivatalai számára. A vajdaság fővárosa ekkor Radom volt. Klasszicista, monumentális, tervezte Antonio Corazzi.
VigadóÉpült 1847-ben Ludwik Radziszewski tervei szerint. 1918–1939 a Sokrétűség színháza kapott benne helyet. A háború után mozinak átépítve. Jelenleg 'Resursa' művészeti központ.
VámházKlasszicista kőépületek, a városból kivezető főbb utaknál, épültek a XIX. században.
Két vámház maradt fenn, a lublini és varsói útnál.
Szabadkőműves páholyXIX. század, klasszicista, jelenleg körzeti ügyészség.

## Kultúra

### Színház
- Jan Kochanowski Színház

### Múzeumok és képtárak

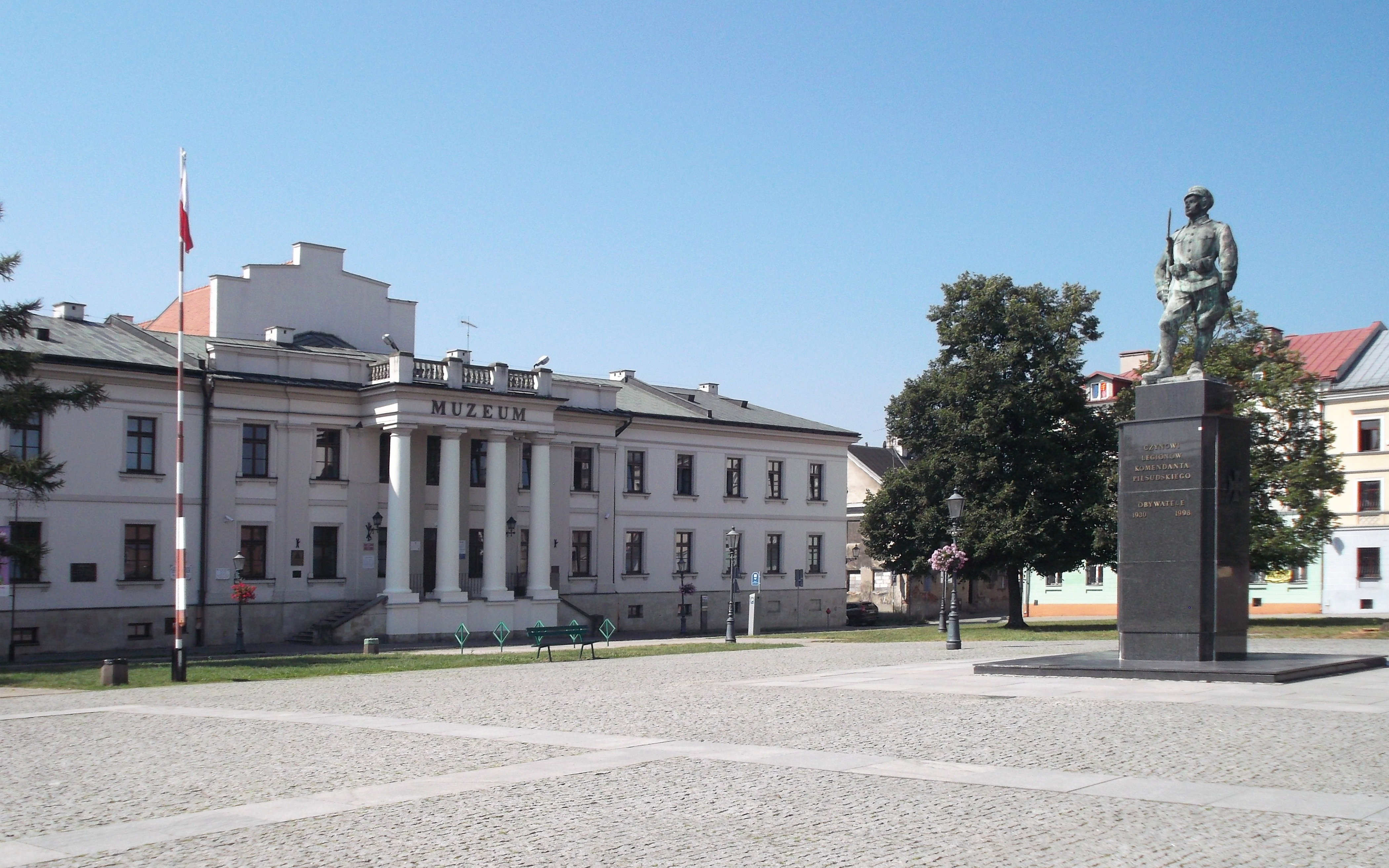
Jacek Malczewski Múzeum

- Jacek Malczewski Múzeum
- Modern művészeti múzeum
- Cserkész múzeum
- "Elektrownia" – Modern művészeti képtár
- Kulturális örökség képtára
- Skanzen

## Oktatás

### Állami egyetemek és főiskolák
- Radomi Kazimierz Pułaski Műszaki Egyetem Archiválva 2012. június 16-i dátummal a Wayback Machine-ben
- Varsói Egyetem – radomi részleg
- Maria Curie-Skłodowska Egyetem radomi kollégium
- Maria Curie-Skłodowska Egyetem jogi és államigazgatási kara (radomi csoport)
- Stefan Wyszyński Egyetem – radomi teológiai intézet
- Varsói Agrárgazdasági Főiskola (radomi levelező tagozat)
- Lublini Maria Curie-Skłodowska Egyetem tanárképző kollégiuma Archiválva 2006. június 2-i dátummal a Wayback Machine-ben
- Varsói Egyetem idegen nyelvek tanárképző kollégiuma Archiválva 2006. február 17-i dátummal a Wayback Machine-ben

### Magán főiskolák
- Idegen nyelvek kollégiuma
- TWP Idegen nyelvek kollégiuma
- Környezetvédelmi magánfőiskola
- Radomi vállalatirányítási iskola
- Biztonságtechnikai és Munkaszervezési Mérnöki Főiskola
- Jan Chrapek püspök Üzleti Főiskola
- Pénzügyi és Bank Főiskola
- Kereskedelmi Főiskola
- Felsőfokú papi szeminárium
- Melchior Wańkowicz Újságíró Főiskola radomi részleg

## Média

### Rádió
- Radio Plus Radom
- Radio Eska Radom
- Radio Rekord FM
- Radio dla Ciebie

### Televízió
- TV Dami

### Újság
- Gazeta Wyborcza: ul. Traugutta 34, tel. +48/ 48 367 30 03
- Echo Dnia: ul. 25 Czerwca 60
- Życie Radomskie: ul. Curie – Skłodowskiej 18
- 7 Dni (hetilap): ul. Grodzka 2 tel. +48/ 48 383 57 00
- Flesz (hetilap): ul. Filtrowa 4 pok. 408, tel. +48/ 48 383 15 49
- Tygodnik Radomski: ul. Żeromskiego 31
- Radomski Informator Kulturalno Imprezowy Archiválva 2007. szeptember 29-i dátummal a Wayback Machine-ben
- Miejska Gazeta Internetowa
- Anonse

## Sport
- TKKF Centrum Radom – labdarúgás
- Radomiak Radom
- Radomiak Radom még egyszer[halott link]
- Radomiak Radom – hivatalos oldal Archiválva 2006. június 26-i dátummal a Wayback Machine-ben
- K.S. Jadar
- , Czarni Radom
- Aeroklub Radomski Archiválva 2006. április 24-i dátummal a Wayback Machine-ben
- Automobilklub Radomski
- RKP "Broń" Radom
- UMKS Budowlanka Radom